# Carmen Cano de Lasala
Carmen Cano de Lasala (Zaragoza, 1967) es una diplomática española. Es la embajadora de España ante la República de Vietnam (desde noviembre de 2023).

## Biografía
Tras ingresar en la Escuela diplomática (1992), ha estado destinado en las representaciones diplomáticas españolas en Adís Adeba (1992-1995), Acra (1995-1997), Bucarest (1997-1999), Astaná (2002-2006), y Pekín (2006-2010). También ha integrado la Delegación de la Unión Europea en Pekín (2011-2016) y en Hong Kong y Macao (2016-2020).
Posteriormente en el Ministerio de Asuntos Exteriores ha sido subdirectora general de Asia continental en la Dirección General para América del Norte, Asia y Pacífico (2010); y Subdirectora General de Asia Meridional y Oriental (2020-2023).
Es embajadora de España ante la República Socialista de Vietnam (desde noviembre de 2023).